# Kościół św. Stanisława Kostki w Sianowie
Kościół Świętego Stanisława Kostki w Sianowie – rzymskokatolicki kościół parafialny należący do dekanatu Mielno, diecezji koszalińsko-kołobrzeskiej, zlokalizowany w Sianowie, w powiecie koszalińskim, w województwie zachodniopomorskim.

## Historia
Jest to świątynia wybudowana w dwóch etapach: późnogotycka wieża została zbudowana w XVI wieku, natomiast szachulcowa (ryglowa) nawa została wzniesiona w 1793 roku. Wieża posiada hełm piramidalny i latarenkę, w jej bocznej elewacji pozostałości zniszczonego renesansowego portalu. Poświęcona w dniu 21 października 1945 roku jako kościół katolicki. Konsekrowana w dniu 6 czerwca 1982 przez biskupa Tadeusza Werno.

## Wyposażenie
Posiada bogate wyposażenie w stylu renesansowym z XVII stulecia: ołtarz główny dekorowany filigranowymi rzeźbami, ambonę i emporę organową. Wyposażenie z innych stylów to: gotycki krucyfiks i barokowe świeczniki wieloramienne. Nad wejściem do świątyni umieszczony jest kamień młyński.